# Dividendennachteil
Der Dividendennachteil entsteht, wenn eine Aktie im laufenden Jahr erworben wird, aber für den unterjährigen Zeitraum der Kapitalbereitstellung keine Dividende ausgeschüttet wird.
Dies wird durch die Vergünstigung des Bezugsrechtes ausgeglichen. Abhängig vom Zeitpunkt des Erwerbs der Aktie vergünstigt sich das Bezugsrecht der Aktie. Die Dividende wird somit indirekt über den reduzierten Bezugsrechtspreis ausbezahlt.
{\displaystyle \mathrm {BR} ={\frac {K_{\mathrm {alt} }-(K_{\mathrm {neu} }+\mathrm {Dividende} \cdot (1-n/12))}{\mathrm {BV} +1}}}
- BR: Wert eines Bezugsrechts
- Kalt: Börsenkurs der alten Aktien
- Kneu: Ausgabekurs der neuen Aktien
- Dividende: voraussichtliche Dividende
- n: Monate vor Ausschüttung
- BV: Bezugsverhältnis

## Beispiel
Die Beispiel AG mit einem gezeichneten Kapital von 20 Mio. Euro beabsichtigt, eine Kapitalerhöhung in Höhe von 5 Mio. Euro durch Ausgabe neuer Aktien vorzunehmen. Das Bezugsverhältnis ist also 4 : 1. Als Ausgabekurs der Jungaktie werden 90 Euro festgelegt. Der Kurs der alten Aktien liegt bei 130 Euro.
Welchen Wert hat das Bezugsrecht nach Abzug des Dividendennachteils, wenn die Jungaktien für das laufende Geschäftsjahr ab dem 1. September dividendenberechtigt sind und die zu erwartende Dividende für das laufende Geschäftsjahr 15,00 € beträgt?
{\displaystyle {\frac {130-(90+15\cdot (1-4/12))}{4+1}}=6=\mathrm {BR} }
Das Bezugsrecht einer Aktie kostet nur noch 6 Euro anstelle von 8 Euro zum Zeitpunkt der Ausgabe der neuen Aktien zum Zeitpunkt der Dividendenauszahlung.